# Reprezentacja Serbii w piłce siatkowej mężczyzn
Reprezentacja Serbii w piłce siatkowej mężczyzn (serb. Репрезентација Србије у одбојци за мушкарце) – drużyna, która reprezentuje Serbię w piłce siatkowej mężczyzn. Za jej funkcjonowanie odpowiedzialny jest Związek Piłki Siatkowej Serbii.
Siatkarska drużyna Serbii jest wg FIVB oficjalnym sukcesorem tradycji reprezentacji Jugosławii. Należy jednak pamiętać, iż według prawa międzynarodowego (Rezolucja Rady Bezpieczeństwa ONZ nr 777 poparta przez Zgromadzenie Ogólne ONZ rezolucją nr 47/1) Federalna Republika Jugosławii (dzisiejsza Republika Serbii) nie jest kontynuatorem prawnym Socjalistycznej Federacyjnej Republiki Jugosławii.

## Szeroki skład reprezentacji Serbii naLigę Narodów 2025[4]
| 14 | Luka Stanković         | 17.01.2005 | 200 cm | atakujący    |
| 15 | Nemanja Mašulović      | 05.10.1995 | 205 cm | środkowy     |
| 16 | Dražen Luburić         | 02.11.1993 | 202 cm | atakujący    |
| 17 | Lazar Jeremić          | 09.08.2004 | 187 cm | libero       |
| 18 | Dušan Petrović         | 09.10.2000 | 200 cm | środkowy     |
| 19 | Aleksandar Stefanović  | 22.11.1998 | 200 cm | środkowy     |
| 21 | Vuk Todorović          | 23.04.1998 | 190 cm | rozgrywający |
| 22 | Nikola Brborić         | 22.07.2006 | 192 cm | przyjmujący  |
| 23 | Aleksa Mandić          | 09.04.2003 | 196 cm | przyjmujący  |
| 24 | Vuk Kulpinac           | 04.08.2007 | 200 cm | atakujący    |
| 25 | Stefan Kokeza          | 15.04.2004 | 205 cm | środkowy     |
| 26 | Uroš Mišković          | 01.03.2002 | 190 cm | libero       |
| 29 | Aleksandar Nedeljković | 27.10.1997 | 205 cm | środkowy     |
| 31 | Nemanja Antunović      | 24.06.2004 | 206 cm | środkowy     |
| 35 | Andrej Rudić           | 17.02.1999 | 201 cm | środkowy     |

| Nr | Imię i nazwisko  | Data urodzenia | Wzrost | Pozycja                 |
| -- | ---------------- | -------------- | ------ | ----------------------- |
| 1  | Dusan Nikolić    | 02.08.2001     | 206 cm | atakujący               |
| 2  | Danilo Veselić   | 25.04.2006     | 191 cm | rozgrywający            |
| 3  | Ignjat Dopuđ     | 07.01.2005     | 195 cm | przyjmujący             |
| 4  | Veljko Mašulović | 02.10.2002     | 198 cm | przyjmujący / atakujący |
| 5  | Matija Milanović | 13.08.2005     | 194 cm | rozgrywający            |
| 6  | Vukašin Ristić   | 24.10.2003     | 190 cm | libero                  |
| 7  | Stefan Negić     | 17.01.2000     | 180 cm | libero                  |
| 8  | Marko Ivović     | 22.12.1990     | 194 cm | przyjmujący             |
| 9  | Nikola Jovović   | 13.02.1992     | 197 cm | rozgrywający            |
| 10 | Miran Kujundžić  | 19.06.1997     | 196 cm | przyjmujący             |
| 11 | Aleksa Batak     | 18.01.2000     | 195 cm | rozgrywający            |
| 12 | Pavle Perić      | 07.08.1998     | 207 cm | przyjmujący             |
| 13 | Vladimir Gajović | 10.08.2000     | 205 cm | środkowy                |

## Dzieje reprezentacji
Jako Federalna Republika Jugosławii, reprezentacja osiągnęła największe sukcesy z Zoranem Gajiciem. Najpierw brąz na IO w Atlancie w 1996 r., w 1998 r. II miejsce na MŚ po porażce z Włochami, a w 2000 r. na IO w Sydney złoto po pokonaniu w finale 3:0 Rosjan, jeszcze rok później z tym samym trenerem złoto ME w Ostrawie. Na MŚ w 2002 r. po porażce z Brazylią w półfinale, doznali porażki w meczu o brąz z Francją 3:0, wracając bez medalu. Podczas LŚ 2003 doszli do finału z Brazylią i ten mecz jest uznawany za najlepszy w tej dyscyplinie sportu w historii. Ulegli po niezwykle emocjonującym meczu w tie-breaku 31:29! Na ME 2003 jechali jako faworyt, w półfinale znowu doznali porażki z Francją tym razem 3:2, a w meczu o brąz przegrali z Rosją 3:1, przeciwnikiem z rundy grupowej, z którym wtedy wygrali (przegrali tylko ostatni mecz 3:2 z Polakami). Podczas LŚ 2004 w Rzymie zdobyli brąz po gładkim pokonaniu Bułgarów 3:0. Przyszły IO 2004 w Atenach, gdzie pojechali bronić tytułu. W pierwszym meczu zostali sensacyjnie rozgromieni przez Polskę 3:0, ale następnych meczów nie przegrali. Jednak na ich nieszczęście jakimś wirusem zarazili się ich podstawowi gracze m.in. Ivan Miljković, Vladimir Grbić, jego brat Nikola i Andrija Gerić. Mimo walki przegrali w ćwierćfinale z Rosją 3:1. W 2005 r. zostali gospodarzami finału LŚ, a także współgospodarzami ME wraz z Włochami. W rundzie grupowej LŚ wygrali 2 mecze z Polską, raz u siebie, raz w katowickim Spodku. W półfinałowym meczu LŚ w Belgradzie przegrywali już 2:0 i w 3. secie 22:17, jednak po silnych zagrywkach Miljkovicia wygrali 3. seta, pogrążając Polaków (trenowanych już przez Raúla Lozano) w 5 setach. Na ME u siebie nie mieli kłopotów z wygraniem grupy. Po emocjonującym półfinale z Włochami w Rzymie przegrali 3:2. W meczu o 3. miejsce gładko pokonali Hiszpanów 3:0. W kolejnym sezonie podczas Ligi Światowej w 2006 r. znów spotkali się z Polską, wygrywając 3 mecze grupowe i zamykając tym samym Polakom drogę do turnieju finałowego w Moskwie. Tak podkreślił się syndrom, że są katami Polaków (należy wspomnieć, iż w turnieju kwalifikacyjnym, który odbył się w Katowicach do IO w Sydney, przegrywali 23:17 w 4. secie, a i tak wygrali 3:1). Pojechali do Moskwy, lecz wygrali tam tylko jeden mecz 3:2 z Francją. Mecze z Rosją i Bułgarią zakończyły się 3 setową klęską. Trener Ljubomir Travica został zastąpiony przez swojego asystenta Igora Kolakovicia. Na MŚ w 2006 r. do kadry wrócił Vladimir Grbić. Serbowie wygrali na inaugurację 3:0 z Rosją, w dalszej fazie turnieju spisywali się świetnie do meczu z Polską. W tym ważnym spotkaniu Polacy przełamali niemoc i pokonali Serbów 3:0. Wynik ten oznaczał półfinałowy pojedynek z Brazylią. Na ten mecz Serbowie się bardzo zmotywowali, jednak nie sprostali warunkom rywala i po walce przegrali 3:1. W meczu o brąz ulegli 3:1 Bułgarom, powtarzając wynik sprzed 4 lat, czyli powrót bez medalu.

## Trenerzy reprezentacji Serbii
| Szkoleniowiec    | od   | do   | Największe sukcesy              |
| ---------------- | ---- | ---- | ------------------------------- |
| Zoran Gajić      | 1995 | 2002 | IO 1996 MŚ 1998 IO 2000 ME 2001 |
| Veselin Vuković  | 2002 | 2003 | LŚ 2003 PŚ 2003                 |
| Ljubomir Travica | 2003 | 2006 | LŚ 2005 ME 2005                 |
| Igor Kolaković   | 2006 | 2014 | MŚ 2010 ME 2011 ME 2013         |
| Nikola Grbić     | 2014 | 2019 | LŚ 2016 ME 2017                 |
| Slobodan Kovač   | 2019 | 2021 | ME 2019                         |
| Igor Kolaković   | 2022 | 2024 |                                 |
| Gheorghe Crețu   | 2025 |      |                                 |

## Udział w międzynarodowych turniejach

### Igrzyska olimpijskie
| Udział w Igrzyskach Olimpijskich | Udział w Igrzyskach Olimpijskich | Udział w Igrzyskach Olimpijskich | Udział w Igrzyskach Olimpijskich | Udział w Igrzyskach Olimpijskich | Udział w Igrzyskach Olimpijskich | Udział w Igrzyskach Olimpijskich | Udział w Igrzyskach Olimpijskich | . | Uwagi    |
| Rok                              | Runda                            | Miejsce                          | M                                | W                                | P                                | SW                               | SP                               | . | Uwagi    |
| -------------------------------- | -------------------------------- | -------------------------------- | -------------------------------- | -------------------------------- | -------------------------------- | -------------------------------- | -------------------------------- | - | -------- |
| 1964-1992                        | Serbia była częścią Jugosławii   | Serbia była częścią Jugosławii   | Serbia była częścią Jugosławii   | Serbia była częścią Jugosławii   | Serbia była częścią Jugosławii   | Serbia była częścią Jugosławii   | Serbia była częścią Jugosławii   | . |          |
| 1996                             | Półfinał                         | 3/12                             | 8                                | 5                                | 3                                | 16                               | 14                               | . | jako FRJ |
| 2000                             | Finał                            | 1/12                             | 8                                | 6                                | 2                                | 21                               | 11                               | . | jako FRJ |
| 2004                             | Ćwierćfinał                      | 5-8/12                           | 6                                | 4                                | 2                                | 13                               | 9                                | . | jako SCG |
| 2008                             | Ćwierćfinał                      | 5-8/12                           | 6                                | 2                                | 4                                | 11                               | 13                               | . | jako SRB |
| 2012                             | Faza grupowa                     | 9-10/12                          | 5                                | 1                                | 4                                | 7                                | 13                               | . | jako SRB |
| 2016                             | Nie zakwalifikowała się          | Nie zakwalifikowała się          | Nie zakwalifikowała się          | Nie zakwalifikowała się          | Nie zakwalifikowała się          | Nie zakwalifikowała się          | Nie zakwalifikowała się          | . | jako SRB |
| 2020                             | Nie zakwalifikowała się          | Nie zakwalifikowała się          | Nie zakwalifikowała się          | Nie zakwalifikowała się          | Nie zakwalifikowała się          | Nie zakwalifikowała się          | Nie zakwalifikowała się          | . | jako SRB |
| 2024                             | Faza grupowa                     | 9/12                             | 3                                | 1                                | 2                                | 5                                | 8                                | . | jako SRB |
| 2028                             |                                  |                                  |                                  |                                  |                                  |                                  |                                  | . | jako SRB |

### Mistrzostwa świata
| Udział w mistrzostwach świata | Udział w mistrzostwach świata          | Udział w mistrzostwach świata          | Udział w mistrzostwach świata          | Udział w mistrzostwach świata          | Udział w mistrzostwach świata          | Udział w mistrzostwach świata          | Udział w mistrzostwach świata          | . | Uwagi    |
| Rok                           | Runda                                  | Miejsce                                | M                                      | W                                      | P                                      | SW                                     | SP                                     | . | Uwagi    |
| ----------------------------- | -------------------------------------- | -------------------------------------- | -------------------------------------- | -------------------------------------- | -------------------------------------- | -------------------------------------- | -------------------------------------- | - | -------- |
| 1949-1990                     | Serbia była częścią Jugosławii         | Serbia była częścią Jugosławii         | Serbia była częścią Jugosławii         | Serbia była częścią Jugosławii         | Serbia była częścią Jugosławii         | Serbia była częścią Jugosławii         | Serbia była częścią Jugosławii         | . |          |
| 1994                          | Nie brała udziału - została wykluczona | Nie brała udziału - została wykluczona | Nie brała udziału - została wykluczona | Nie brała udziału - została wykluczona | Nie brała udziału - została wykluczona | Nie brała udziału - została wykluczona | Nie brała udziału - została wykluczona | . | jako FRJ |
| 1998                          | Finał                                  | 2/12                                   | 12                                     | 10                                     | 2                                      | 31                                     | 10                                     | . | jako FRJ |
| 2002                          | Półfinał                               | 4/24                                   | 9                                      | 7                                      | 2                                      | 22                                     | 8                                      | . | jako FRJ |
| 2006                          | Półfinał                               | 4/24                                   | 11                                     | 8                                      | 3                                      | 26                                     | 13                                     | . | jako SCG |
| 2010                          | Półfinał                               | 3/24                                   | 9                                      | 6                                      | 3                                      | 22                                     | 13                                     | . | jako SRB |
| 2014                          | II faza grupowa                        | 9-10/24                                | 9                                      | 5                                      | 4                                      | 18                                     | 15                                     | . | jako SRB |
| 2018                          | Półfinał                               | 4/24                                   | 12                                     | 7                                      | 5                                      | 24                                     | 21                                     | . | jako SRB |
| 2022                          | 1/8 finału                             | 9/24                                   | 4                                      | 3                                      | 1                                      | 9                                      | 3                                      | . | jako SRB |
| 2025                          |                                        |                                        |                                        |                                        |                                        |                                        |                                        | . |          |

### Zestawienie turniejów
| Rok  | Igrzyska Olimpijskie    | Mistrzostwa Świata      | Mistrzostwa Europy      | Puchar Świata           | Liga Światowa/Narodów | Uwagi      |
| ---- | ----------------------- | ----------------------- | ----------------------- | ----------------------- | --------------------- | ---------- |
| 1995 |                         |                         | III miejsce             | Nie zakwalifikowała się | Nie brała udziału     | jako FRJ   |
| 1996 | III miejsce             |                         |                         | Nie brała udziału       |                       | jako FRJ   |
| 1997 |                         | II miejsce              |                         | VII miejsce             |                       | jako FRJ   |
| 1998 | II miejsce              |                         |                         | VI miejsce              |                       | jako FRJ   |
| 1999 |                         | III miejsce             | Nie zakwalifikowała się | Wycofana                |                       | jako FRJ   |
| 2000 | Mistrzostwo             |                         |                         | IV miejsce              |                       | jako FRJ   |
| 2001 |                         | Mistrzostwo             |                         | IV miejsce              |                       | jako FRJ   |
| 2002 | IV miejsce              |                         |                         | III miejsce             |                       | jako FRJ   |
| 2003 |                         | IV miejsce              | III miejsce             | II miejsce              | jako SCG              |            |
| 2004 | V miejsce               |                         |                         | III miejsce             | jako SCG              |            |
| 2005 |                         | III miejsce (Gospodarz) |                         | II miejsce (Gospodarz)  | jako SCG              |            |
| 2006 | IV miejsce              |                         |                         | V miejsce               | jako SCG              |            |
| 2007 |                         | III miejsce             | Nie zakwalifikowała się | IX miejsce              | jako SRB              |            |
| 2008 | V miejsce               |                         |                         | II miejsce              | jako SRB              |            |
| 2009 |                         | V miejsce               |                         | II miejsce (Gospodarz)  | jako SRB              |            |
| 2010 | III miejsce             |                         |                         | III miejsce             | jako SRB              |            |
| 2011 |                         | Mistrzostwo             | VIII miejsce            | IX miejsce              | jako SRB              |            |
| 2012 | IX miejsce              |                         |                         | IX miejsce              | jako SRB              |            |
| 2013 |                         | III miejsce             |                         | VIII miejsce            | jako SRB              |            |
| 2014 | IX miejsce              |                         |                         | VII miejsce             | jako SRB              |            |
| 2015 |                         | VII miejsce             | Nie zakwalifikowała się | II miejsce              | jako SRB              |            |
| 2016 | Nie zakwalifikowała się |                         |                         | Mistrzostwo             | jako SRB              |            |
| 2017 |                         | III miejsce             |                         | V miejsce               | jako SRB              |            |
| 2018 | IV miejsce              |                         |                         | V miejsce               | jako SRB              |            |
| 2019 |                         | Mistrzostwo             | Nie zakwalifikowała się | XI miejsce              | jako SRB              |            |
| 2021 | Nie zakwalifikowała się | IV miejsce              |                         | VI miejsce              | jako SRB              |            |
| 2022 |                         | IX miejsce              |                         |                         | jako SRB              | XI miejsce |
| 2023 |                         | VI miejsce              |                         | IX miejsce              | jako SRB              |            |
| 2024 |                         |                         |                         |                         |                       |            |
| 2025 |                         |                         |                         |                         |                       |            |

## Dawne składy

### Skład brązowych medalistówMistrzostw świata 2010
| Kovačević · #1 Miljković · #14 Stanković · #7 Podraščanin · #18 Grbić · #9 Janić · #4 Rosić · #19 Wyjściowe ustawienie w meczu Niemcy - Serbia |

Trener:  Igor Kolaković
Asystent: Željko Bulatović
| Nr | Imię i nazwisko   | Data urodzenia (wiek) | Wzrost (cm) | Klub                              | Pozycja |
| -- | ----------------- | --------------------- | ----------- | --------------------------------- | ------- |
| 1  | Nikola Kovačević  | 14.02.1983 (27)       | 193         | Latina Volley                     | P       |
| 4  | Bojan Janić       | 11.03.1982 (28)       | 198         | Jarosławicz Jarosław              | P       |
| 5  | Vlado Petković    | 06.01.1983 (27)       | 198         | Woori Capital                     | R       |
| 6  | Miloš Terzić      | 13.06.1987 (23)       | 202         | Crvena zvezda Belgrad             | P       |
| 7  | Dragan Stanković  | 18.10.1985 (24)       | 202         | Associazione Sportiva Volley Lube | Ś       |
| 8  | Marko Samardžić   | 22.02.1983 (27)       | 190         | Aris                              | L       |
| 9  | Nikola Grbić (K)  | 06.09.1973 (37)       | 194         | Piemonte Volley                   | R       |
| 10 | Miloš Nikić       | 31.03.1986 (24)       | 194         | Perugia Volley                    | P       |
| 12 | Milan Rašić       | 02.02.1985 (25)       | 205         | Crvena zvezda Belgrad             | Ś       |
| 14 | Ivan Miljković    | 13.09.1979 (31)       | 206         | Fenerbahçe                        | A       |
| 15 | Saša Starović     | 19.10.1988 (22)       | 207         | Latina Volley                     | A       |
| 17 | Borislav Petrović | 06.01.1988 (22)       | 201         | Vojvodina Nowy Sad                | Ś       |
| 18 | Marko Podraščanin | 29.08.1987 (23)       | 204         | Associazione Sportiva Volley Lube | Ś       |
| 19 | Nikola Rosić      | 05.08.1984 (26)       | 192         | VfB Friedrichshafen               | L       |

### Skład reprezentacji naLetnie Igrzyska Olimpijskie 2012
Trener:  Igor Kolaković
Asystent: Željko Bulatović
| Nr | Imię i nazwisko         | Data urodzenia (wiek) | Wzrost (cm) | Klub                      | Pozycja |
| -- | ----------------------- | --------------------- | ----------- | ------------------------- | ------- |
| 1  | Nikola Kovačević        | 14.02.1983 (29)       | 193         | Resovia                   | P       |
| 2  | Uroš Kovačević          | 06.05.1993 (19)       | 197         | ACH Volley Lublana        | P       |
| 4  | Bojan Janić (K)         | 11.03.1982 (30)       | 198         | Galatasaray               | P       |
| 5  | Vlado Petković          | 06.01.1983 (29)       | 198         | Umbria Volley             | R       |
| 7  | Dragan Stanković        | 18.10.1985 (26)       | 205         | A.S. Volley Lube          | Ś       |
| 10 | Miloš Nikić             | 31.01.1986 (26)       | 194         | Gubiernija Niżny Nowogród | P       |
| 11 | Mihajlo Mitić           | 17.09.1990 (21)       | 201         | Crvena zvezda Belgrad     | R       |
| 12 | Milan Rašić             | 02.02.1985 (27)       | 205         | ACH Volley Lublana        | Ś       |
| 14 | Aleksandar Atanasijević | 04.09.1991 (20)       | 201         | Skra Bełchatów            | A       |
| 15 | Saša Starović           | 19.10.1988 (23)       | 207         | Umbria Volley             | A       |
| 18 | Marko Podraščanin       | 29.08.1987 (25)       | 204         | A.S. Volley Lube          | Ś       |
| 19 | Nikola Rosić            | 05.08.1984 (27)       | 192         | VfB Friedrichshafen       | L       |